# Липяги (Воронежская область)
Липя́ги — село в Терновском районе Воронежской области России. Входит в состав Народненского сельского поселения.

## География
Село находится в северо-восточной части Воронежской области, в лесостепной зоне, в пределах Окско-Донской равнины, на правом берегу реки Сухой Карачан, на расстоянии примерно 16 км (по прямой) к юго-востоку от села Терновка, административного центра района. Абсолютная высота — 114 м над уровнем моря.
Часовой пояс
Село Липяги, как и вся Воронежская область, находится в часовой зоне МСК (московское время). Смещение применяемого времени относительно UTC составляет +3:00.

## Население
| 2010 |
| ---- |
| 721  |

Гендерный состав
По данным Всероссийской переписи населения 2010 года в гендерной структуре населения мужчины составляли 47,3 %, женщины — соответственно 52,7 %.
Национальный состав
Согласно результатам переписи 2002 года, в национальной структуре населения русские составляли 97 %.

## Улицы
- ул. К. Маркса,
- ул. Ленинская,
- ул. Мичуринская,
- ул. Набережная,
- ул. Советская[5].

## Инфраструктура
В селе функционируют основная общеобразовательная школа, фельдшерско-акушерский пункт, сельский дом культуры и отделение Почты России.